# Giro di Polonia 2024
Il Giro di Polonia 2024, ottantunesima edizione della corsa e valido come ventisettesima prova del circuito UCI World Tour 2024, si svolse in sette tappe dal 12 al 18 agosto 2024, con partenza da Breslavia e arrivo a Cracovia, in Polonia. La vittoria fu appannaggio del danese Jonas Vingegaard, il quale completò il percorso in 24h26’22’’, alla media di 46,303 km/h, precedendo l’italiano Diego Ulissi e l’olandese Wilco Kelderman.

## Tappe
| Tappa  | Data      | Percorso                                  | km     | Vincitore di tappa | Leader cl. generale |
| ------ | --------- | ----------------------------------------- | ------ | ------------------ | ------------------- |
| 1ª     | 12 agosto | Breslavia > Karpacz                       | 159,3  | Thibau Nys         | Thibau Nys          |
| 2ª     | 13 agosto | Mysłakowice > Karpacz (cron. individuale) | 15,4   | Tim Wellens        | Jonas Vingegaard    |
| 3ª     | 14 agosto | Wałbrzych > Duszniki-Zdrój                | 156,5  | Thibau Nys         | Jonas Vingegaard    |
| 4ª     | 15 agosto | Kudowa-Zdrój > Prudnik                    | 195,3  | Olav Kooij         | Jonas Vingegaard    |
| 5ª     | 16 agosto | Katowice > Katowice                       | 187,6  | Tim Merlier        | Jonas Vingegaard    |
| 6ª     | 17 agosto | Wadowice > Bukowina Tatrzańska            | 183,2  | Thibau Nys         | Jonas Vingegaard    |
| 7ª     | 18 agosto | Wieliczka > Cracovia                      | 152    | Olav Kooij         | Jonas Vingegaard    |
| Totale | Totale    | Totale                                    | 1049,3 |                    |                     |

## Squadre e corridori partecipanti
| N.      | Cod. | Squadra                         |
| ------- | ---- | ------------------------------- |
| 1-7     | TBV  | Bahrain Victorious              |
| 11-17   | ADC  | Alpecin-Deceuninck              |
| 21-27   | ARK  | Arkéa-B&B Hotels                |
| 31-37   | AQT  | Astana Qazaqstan Team           |
| 41-47   | COF  | Cofidis                         |
| 51-57   | DAT  | Decathlon AG2R La Mondiale Team |
| 61-67   | EFE  | EF Education-EasyPost           |
| 71-77   | GFC  | Groupama-FDJ                    |
| 81-87   | IGD  | Ineos Grenadiers                |
| 91-97   | IWA  | Intermarché-Wanty               |
| 101-107 | LTK  | Lidl-Trek                       |

| N.      | Cod. | Squadra                   |
| ------- | ---- | ------------------------- |
| 111-117 | MOV  | Movistar Team             |
| 121-127 | RBH  | Red Bull-Bora-Hansgrohe   |
| 131-137 | SOQ  | Soudal Quick-Step         |
| 141-148 | DFP  | Team DSM-Firmenich PostNL |
| 151-157 | JAY  | Team Jayco AlUla          |
| 161-167 | TVL  | Team Visma-Lease a Bike   |
| 171-177 | UAD  | UAE Team Emirates         |
| 181-187 | IPT  | Israel-Premier Tech       |
| 191-197 | Q36  | Q36.5 Pro Cycling Team    |
| 201-207 | TUD  | Tudor Pro Cycling Team    |
| 211-217 | POL  | Polonia                   |

## Dettagli delle tappe

### 1ª tappa
- 12 agosto: Breslavia > Karpacz – 159,3 km

Risultati
| Pos. | Corridore       | Squadra | Tempo    |
| ---- | --------------- | ------- | -------- |
| 1    | Thibau Nys      | Lidl    | 3h37'13" |
| 2    | Wilco Kelderman | Visma   | a 3"     |
| 3    | Lukas Nerurkar  | EF      | s.t.     |

| Pos. | Corridore       | Squadra | Tempo    |
| ---- | --------------- | ------- | -------- |
| 1    | Thibau Nys      | Lidl    | 3h37'03" |
| 2    | Wilco Kelderman | Visma   | a 7"     |
| 3    | Lukas Nerurkar  | EF      | a 9"     |

### 2ª tappa
- 13 agosto: Mysłakowice > Karpacz – Cronometro individuale - 15,4 km

Risultati
| Pos. | Corridore           | Squadra | Tempo  |
| ---- | ------------------- | ------- | ------ |
| 1    | Tim Wellens         | UAE     | 23'59" |
| 2    | Jonas Vingegaard    | Visma   | a 9"   |
| 3    | Felix Großschartner | UAE     | a 15"  |

| Pos. | Corridore        | Squadra | Tempo    |
| ---- | ---------------- | ------- | -------- |
| 1    | Jonas Vingegaard | Visma   | 4h01'27" |
| 2    | Wilco Kelderman  | Visma   | a 24"    |
| 3    | Diego Ulissi     | UAE     | a 25"    |

### 3ª tappa
- 14 agosto: Wałbrzych > Duszniki-Zdrój - 156,5 km

Risultati
| Pos. | Corridore       | Squadra | Tempo    |
| ---- | --------------- | ------- | -------- |
| 1    | Thibau Nys      | Lidl    | 4h03'21" |
| 2    | Diego Ulissi    | UAE     | s.t.     |
| 3    | Wilco Kelderman | Visma   | s.t.     |

| Pos. | Corridore        | Squadra | Tempo    |
| ---- | ---------------- | ------- | -------- |
| 1    | Jonas Vingegaard | Visma   | 8h04'48" |
| 2    | Diego Ulissi     | UAE     | a 19"    |
| 3    | Wilco Kelderman  | Visma   | a 20"    |

### 4ª tappa
- 15 agosto: Kudowa-Zdrój > Prudnik - 195,3 km

Risultati
| Pos. | Corridore     | Squadra   | Tempo    |
| ---- | ------------- | --------- | -------- |
| 1    | Olav Kooij    | Visma     | 4h46'20" |
| 2    | Sam Bennett   | Decathlon | s.t.     |
| 3    | Mads Pedersen | Lidl      | s.t.     |

| Pos. | Corridore        | Squadra | Tempo     |
| ---- | ---------------- | ------- | --------- |
| 1    | Jonas Vingegaard | Visma   | 12h51'08" |
| 2    | Diego Ulissi     | UAE     | a 19"     |
| 3    | Wilco Kelderman  | Visma   | a 20"     |

### 5ª tappa
- 16 agosto: Katowice > Katowice - 187,6 km

Risultati
| Pos. | Corridore   | Squadra  | Tempo    |
| ---- | ----------- | -------- | -------- |
| 1    | Tim Merlier | Soudal   | 4h05'00" |
| 2    | Jordi Meeus | Red Bull | s.t.     |
| 3    | Olav Kooij  | Visma    | s.t.     |

| Pos. | Corridore        | Squadra | Tempo     |
| ---- | ---------------- | ------- | --------- |
| 1    | Jonas Vingegaard | Visma   | 16h56'08" |
| 2    | Diego Ulissi     | UAE     | a 19"     |
| 3    | Wilco Kelderman  | Visma   | a 20"     |

### 6ª tappa
- 17 agosto: Wadowice > Bukowina Tatrzańska - 183,2 km

Risultati
| Pos. | Corridore    | Squadra | Tempo    |
| ---- | ------------ | ------- | -------- |
| 1    | Thibau Nys   | Lidl    | 4h26'06" |
| 2    | Diego Ulissi | UAE     | s.t.     |
| 3    | Oscar Onley  | DSM     | s.t.     |

| Pos. | Corridore        | Squadra | Tempo     |
| ---- | ---------------- | ------- | --------- |
| 1    | Jonas Vingegaard | Visma   | 21h22'14" |
| 2    | Diego Ulissi     | UAE     | a 13"     |
| 3    | Wilco Kelderman  | Visma   | a 20"     |

### 7ª tappa
- 18 agosto: Wieliczka > Cracovia - 152 km

Risultati
| Pos. | Corridore       | Squadra     | Tempo    |
| ---- | --------------- | ----------- | -------- |
| 1    | Olav Kooij      | Visma       | 3h04'08" |
| 2    | Tim Merlier     | Soudal      | s.t.     |
| 3    | Gerben Thijssen | Intermarché | s.t.     |

| Pos. | Corridore        | Squadra | Tempo     |
| ---- | ---------------- | ------- | --------- |
| 1    | Jonas Vingegaard | Visma   | 24h26'22" |
| 2    | Diego Ulissi     | UAE     | a 13"     |
| 3    | Wilco Kelderman  | Visma   | a 20"     |

## Evoluzione delle classifiche
| Tappa              | Vincitore          | Classifica generale Maglia gialla | Classifica a punti Maglia bianca | Classifica scalatori Maglia blu a pois | Classifica combattività Maglia blu | Classifica a squadre |
| ------------------ | ------------------ | --------------------------------- | -------------------------------- | -------------------------------------- | ---------------------------------- | -------------------- |
| 1ª                 | Thibau Nys         | Thibau Nys                        | Thibau Nys                       | Michał Paluta                          | Szymon Sajnok                      | UAE Team Emirates    |
| 2ª                 | Tim Wellens        | Jonas Vingegaard                  | Jonas Vingegaard                 | Michał Paluta                          | Szymon Sajnok                      | UAE Team Emirates    |
| 3ª                 | Thibau Nys         | Jonas Vingegaard                  | Diego Ulissi                     | Michał Paluta                          | Szymon Sajnok                      | UAE Team Emirates    |
| 4ª                 | Olav Kooij         | Jonas Vingegaard                  | Diego Ulissi                     | Michał Paluta                          | Szymon Sajnok                      | UAE Team Emirates    |
| 5ª                 | Tim Merlier        | Jonas Vingegaard                  | Diego Ulissi                     | Michał Paluta                          | Norbert Banaszek                   | UAE Team Emirates    |
| 6ª                 | Thibau Nys         | Jonas Vingegaard                  | Diego Ulissi                     | Michał Paluta                          | Norbert Banaszek                   | UAE Team Emirates    |
| 7ª                 | Olav Kooij         | Jonas Vingegaard                  | Diego Ulissi                     | Michał Paluta                          | Norbert Banaszek                   | UAE Team Emirates    |
| Classifiche finali | Classifiche finali | Jonas Vingegaard                  | Diego Ulissi                     | Michał Paluta                          | Norbert Banaszek                   | UAE Team Emirates    |

Maglie indossate da altri ciclisti in caso di due o più maglie vinte
- Nella 2ª tappa Wilco Kelderman ha indossato la maglia bianca al posto di Thibau Nys.
- Nella 3ª tappa Diego Ulissi ha indossato la maglia bianca al posto di Jonas Vingegaard.

## Classifiche finali

### Classifica generale - Maglia gialla
| Pos. | Corridore         | Squadra  | Tempo     |
| ---- | ----------------- | -------- | --------- |
| 1    | Jonas Vingegaard  | Visma    | 24h26'22" |
| 2    | Diego Ulissi      | UAE      | a 13"     |
| 3    | Wilco Kelderman   | Visma    | a 20"     |
| 4    | Romain Grégoire   | Groupama | a 33"     |
| 5    | Magnus Sheffield  | Ineos    | a 37"     |
| 6    | Matej Mohorič     | Bahrain  | a 44"     |
| 7    | Edoardo Zambanini | Bahrain  | s.t.      |
| 8    | Yannis Voisard    | Tudor    | a 49"     |
| 9    | M. Frølich Honoré | EF       | s.t.      |
| 10   | Oscar Onley       | DSM      | a 53"     |

### Classifica a punti - Maglia bianca
| Pos. | Corridore        | Squadra | Punti |
| ---- | ---------------- | ------- | ----- |
| 1    | Diego Ulissi     | UAE     | 68    |
| 2    | Jonas Vingegaard | Visma   | 65    |
| 3    | Wilco Kelderman  | Visma   | 64    |
| 4    | Thibau Nys       | Lidl    | 60    |
| 5    | Olav Kooij       | Visma   | 58    |

### Classifica scalatori - Maglia blu a pois
| Pos. | Corridore      | Squadra  | Punti |
| ---- | -------------- | -------- | ----- |
| 1    | Michał Paluta  | Polonia  | 33    |
| 2    | Silvan Dillier | Alpecin  | 17    |
| 3    | Jan Maas       | Jayco    | 17    |
| 4    | Davide Formolo | Movistar | 15    |
| 5    | Archie Ryan    | EF       | 13    |

### Classifica combattività - Maglia blu
| Pos. | Corridore        | Squadra  | Punti |
| ---- | ---------------- | -------- | ----- |
| 1    | Norbert Banaszek | Polonia  | 11    |
| 2    | Kacper Gieryk    | Polonia  | 6     |
| 3    | Matej Mohorič    | Bahrain  | 5     |
| 4    | Jan Maas         | Jayco    | 4     |
| 5    | Davide Formolo   | Movistar | 3     |

### Classifica a squadre
| Pos. | Squadra                 | Tempo     |
| ---- | ----------------------- | --------- |
| 1    | UAE Team Emirates       | 73h20'28" |
| 2    | Bahrain Victorious      | a 5'05"   |
| 3    | EF Education-EasyPost   | a 7'40"   |
| 4    | Team Visma-Lease a Bike | a 14'34"  |
| 5    | Q36.5 Pro Cycling Team  | a 15'28"  |